# Lučelnica
Lučelnica is een plaats in de gemeente Pisarovina in de Kroatische provincie Zagreb. De plaats telt 332 inwoners (2001).